# Шавурин, Пётр Иванович
Пётр Иванович Шавурин (23 апреля, 1918 года, Екатеринослав — 9 октября 2002 года, Днепропетровск) — полковник, лётчик-истребитель, Герой Советского Союза, участник Великой Отечественной войны.

## Биография
Пётр Шавурин родился 23 апреля 1918 года в городе Екатеринослав. Русский. Окончив 7 классов и школу ФЗУ, Пётр Шавурин работал слесарем в трамвайном депо. После окончания Днепропетровский аэроклуб, работал там инструктором.
Петра Ивановича Шавурина в ряды РККА призвали в 1938 году, а уже в 1940 году окончил Батайскую военно-авиационную школу пилотов.

### Участие в Великой Отечественной войне
В боях Великой Отечественной войны Пётр Иванович Шавурин принимал участие с июня 1941 года. Заместитель командира эскадрильи 722-го истребительного авиационного полка (Войска ПВО страны) старший лейтенант Пётр Шавурин 27 июля 1942 года на подступах к городу Горький и 27 декабря того же года в районе станции Поворино (Воронежская область) протаранил два гитлеровских бомбардировщика. В КПСС вступил в 1942 году.
27 июля 1942 года лейтенант Пётр Шавурин на самолёте МиГ-3 патрулировал в районе Горький — Павлово — Лысково. Через 15 минут после начала патрулирования со стороны Арзамаса показался Ju-88. Используя преимущество в высоте, Шавурин атаковал его. Заметив преследование «юнкерс» рванул вверх. Его стрелки открыли огонь. Сблизившись с противником на высоте 8000 м, Пётр Шавурин открыл огонь и поразил стрелка. Со второго захода он поджег левый мотор. В следующей атаке он поймал в прицел кабину пилота и нажал на гашетку, но патроны уже кончились. Враг продолжал лететь. Тогда Шавурин увеличил обороты двигателя и, выбрав момент, нанёс удар винтом по хвостовому оперению. «Юнкерс» рухнул на землю. Вошёл в штопор и МиГ-3. Шавурин приземлился на парашюте. Это был первый сбитый им самолёт.
27 декабря 1942 года в 10:00 старший лейтенант Пётр Шавурин вылетел на самолёте Як-7Б в паре с капитаном Николаем Козловым на перехват вражеского воздушного разведчика, появившегося над аэродромом Желтухино (Воронежская область) на высоте 6000 м. Когда истребители набрали высоту, они обнаружили Ju−88. Шавурин оказался в более выгодном положении и пошёл в атаку. Пытаясь оторваться от преследования, «юнкерс» начал маневрировать. Шавурин набрал высоту и оказался выше противника. Разгоняясь со снижением, он атаковал со стороны солнца и с дистанции 300 м открыл огонь. Отстреливаясь, «юнкерс» стал приближаться к кромке облаков. На вторую атаку времени уже не оставалось. Чтобы не дать противнику скрыться в облаках, Шавурин решил таранить. Настигнув врага, он слегка накренил машину влево и нанёс удар винтом по его хвостовому оперению. Лишившись управления, разведчик вошёл в отвесное пике и врезался в землю в районе станции Поворино. Имея большую скорость, истребитель проскочил вперёд, задел плоскостью левую консоль «юнкерса» и тоже стал падать. Шавурин покинул самолёт и приземлился на парашюте.
Указом Президиума Верховного Совета СССР 14 февраля 1943 года ему присвоено звание Героя Советского Союза. Медаль № 703.
Воевал до конца войны. Командовал эскадрильей, затем полком. Всего совершил 350 боевых вылетов на штурмовку войск противника, сопровождение бомбардировщиков и штурмовиков, прикрытие наземных войск, ведение разведки. В 100 воздушных боях сбил 17 самолётов противника.

### Послевоенная биография
После войны Пётр Шавурин продолжил службу в ВВС. Военный лётчик 1-го класса. Окончил Военно-воздушную академию. После демобилизации в 1974 году полковник Пётр Шавурин жил в Днепропетровске, где работал в аэропорту.
Скончался 9 октября 2002 года в Днепропетровске. Похоронен на Запорожском кладбище.

## Награды
- Герой Советского Союза (медаль «Золотая Звезда» № 703 — 14.02.1943);
- Два ордена Ленина;
- Орден Отечественной войны 1-й степени;
- Орден Красной Звезды;
- Медали СССР;
- Медали РФ;
- Почётный гражданин Нижнего Новгорода;
- Почётный гражданин Днепропетровска (1998)[3].

## Память
- В городе Павлово Нижегородской области на Троицкой горе в честь его подвига воздвигнут 10-метровый обелиск с надписью: «27.VII.1942 г. Над городом Павловом военным летчиком Героем Советского Союза Шавуриным П. И. совершен героический подвиг — таран фашистского самолёта». Каждый год в канун праздника Победы около обелиска проходят митинги, где отмечается вклад советских лётчиков в нашу общую Победу.
- Почётный гражданин городов Павлова, Горького (15.09.1977) и Днепропетровска (1998).
- Именем Шавурина был назван пионерский отряд школы № 10 в Днепропетровске.
- Фронтовая бригада сборочного цеха Горьковского авиационного завода носила имя Петра Шавурина.
- В 2014 году именем Героя Советского Союза названо ДОО «Город Мастеров», работающее на базе МАОУ СШ № 10 города Павлово Нижегородской области.
- В Нижнем Новгороде по состоянию на 2020 год какие-либо мемориалы, памятники, и прочие варианты увековечивания подвига П.Шавурина отсутствуют. Администрация Нижегородской области отказывает в сооружении памятного монумента, посвящённому подвигу Петра Шавурина. Установить его предлагалось в Нижегородском Кремле у Вечного огня.